# Uroporfirinogeno III
L'uroporfirinogeno III è un intermedio nella via metabolica della biosintesi delle porfirine. 